# Општина Другово
Општина Другово је некадашња општина Југозападне области у Северној Македонији. Седиште општине било је истоимено село Другово.
Године 2013. општина Другово је прикључена општини Кичево.

## Положај
Општина Другово налазила се у западном делу Македоније. Са других страна налазиле су се друге општине Македоније:
- север — Општина Зајас
- североисток — Општина Кичево
- исток — Општина Вранештица и Општина Пласница
- југоисток — Општина Крушево
- југ — Општина Демир Хисар
- југозапад — Општина Дебарца
- запад — Општина Дебар
- северозапад — Општина Маврово и Ростуша

## Природне одлике
Рељеф: Већи део некадашње општине Другово заузима горњи део поречја реке Треске, познат као Копачка. Мањи, источни део општине, уз речицу Белицу, припада области Демир Хисар. Овај крај је планинског карактера са мало равничарског земљишта уз водотоке. На југу се пружа Плакенска планина, на западу планина Стогово, а на северу планина Бистра.
Клима: влада оштрија варијанта умерене континенталне климе због знатне надморске висине.
Воде: Најважнији ток у некадашњој општини је река Треска, а сви мањи водотоци су њене притоке. Од њих најважнији је Беличка река, као њена десна притока.

## Становништво
Општина Другово имала је по последњем попису из 2002. г. 3.249 ст., од чега у седишту општине, селу Другову, 1.492 ст. (46%). Општина је била веома ретко насељена.
Национални састав по попису из 2002. године био је:
|           | Број  | Постотак |
| Укупно    | 3.249 | 100%     |
| Македонци | 2.784 | 85,7%    |
| Турци     | 292   | 9,0%     |
| Албанци   | 155   | 4,8%     |
| остали    | 18    | 0,6%     |

## Насељена места
Некадашња општина Другово укључивала је 28 насељених места, сва са статусом села:
| - Другово - Белица - Брждани - Видрани - Големо Церско - Горња Душегубица - Горњи Добреновец | - Доња Душегубица - Доњи Добреновец - Ехловец - Иванчишта - Извор - Јаворец - Јудово | - Кладник - Кленовец - Козица - Лавчани - Малковец - Мало Церско - Манастирски Доленци | - Подвис - Поповец - Пополжани - Прострање - Свињиште - Србљани - Цер |  |

## Остало
На застави некадашње општине налазио се шеснаестокраки симбол Сунце Вергине (Звезда из Кутлеша).